# Vogeltränkebrunnen

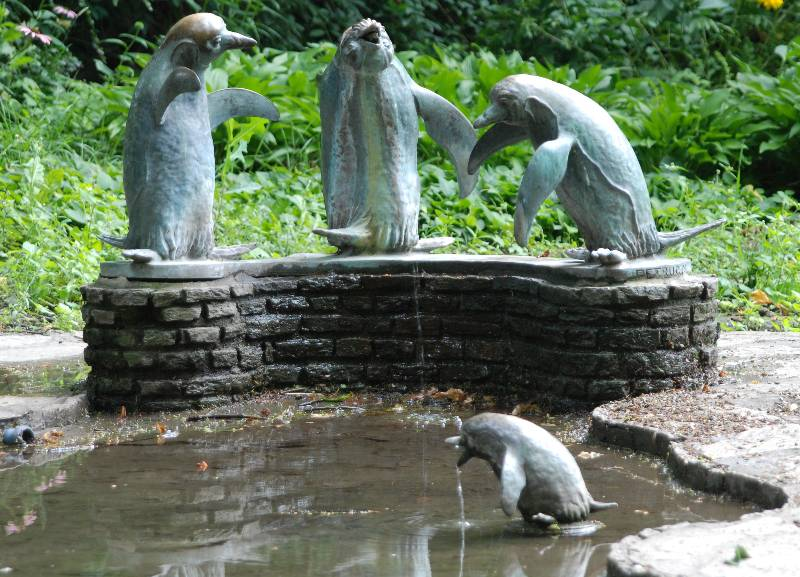
Vogeltränkebrunnen im Wiener Stadtpark

Der Vogeltränkebrunnen oder auch die Vogeltränke in dem im 1. Wiener Gemeindebezirk Innere Stadt gelegenen Teil des Wiener Stadtparks ist einer von sechs Brunnen in dieser Parkanlage.

## Beschreibung
Der Bildhauer Mario Petrucci schuf 1953 die in der Nähe des Johann-Strauß-Sohn-Denkmals gelegene Vogeltränke.
Auf einem kleinen Sockel, der einen Felsen darstellen soll, befinden sich drei aus Bronze gefertigte Pinguine. Ihnen gegenüber, auf einer kleinen Insel im Becken sitzt ein weiterer kleinerer Pinguin, der so wie der Mittlere der Großen als Wasserspeier fungiert.